# Martín Garay
Héctor Martín Garay (Mina Clavero, 12 giugno 1999) è un calciatore argentino, difensore del Tigre.

## Caratteristiche tecniche
È un terzino destro.

## Carriera
Cresciuto nel settore giovanile dell'Estudiantes (BA), debutta in prima squadra il 30 giugno 2017 in occasione dell'incontro di Primera B Metropolitana pareggiato 1-1 contro il Colegiales.
Nel febbraio 2021 viene prestato al Patronato con cui debutta in Primera División il 28 luglio nel match perso 2-0 contro l'Independiente.

## Statistiche

### Presenze e reti nei club
Statistiche aggiornate al 28 marzo 2025.
| Stagione                | Squadra                 | Campionato              | Campionato | Campionato | Coppe nazionali | Coppe nazionali | Coppe nazionali | Coppe continentali | Coppe continentali | Coppe continentali | Altre coppe | Altre coppe | Altre coppe | Totale | Totale |
| Stagione                | Squadra                 | Comp                    | Pres       | Reti       | Comp            | Pres            | Reti            | Comp               | Pres               | Reti               | Comp        | Pres        | Reti        | Pres   | Reti   |
| ----------------------- | ----------------------- | ----------------------- | ---------- | ---------- | --------------- | --------------- | --------------- | ------------------ | ------------------ | ------------------ | ----------- | ----------- | ----------- | ------ | ------ |
| 2016-2017               | Estudiantes (BA)        | PBM                     | 1          | 0          | CA              | 0               | 0               | -                  | -                  | -                  | -           | -           | -           | 1      | 0      |
| 2017-2018               | Estudiantes (BA)        | PBM                     | 23         | 1          | CA              | 0               | 0               | -                  | -                  | -                  | -           | -           | -           | 23     | 1      |
| 2018-2019               | Estudiantes (BA)        | PBM                     | 24         | 1          | CA              | 0               | 0               | -                  | -                  | -                  | -           | -           | -           | 24     | 1      |
| 2019-2020               | Estudiantes (BA)        | PBN                     | 20         | 2          | CA              | 5               | 0               | -                  | -                  | -                  | -           | -           | -           | 25     | 2      |
| 2020                    | Estudiantes (BA)        | PBN                     | 11         | 1          | CA              | 0               | 0               | -                  | -                  | -                  | -           | -           | -           | 11     | 1      |
| Totale Estudiantes (BA) | Totale Estudiantes (BA) | Totale Estudiantes (BA) | 79         | 5          |                 | 5               | 0               |                    | -                  | -                  |             | -           | -           | 84     | 5      |
| 2021                    | Patronato               | PD                      | 16         | 0          | CA+CdL          | 0+10            | 0+1             | -                  | -                  | -                  | -           | -           | -           | 26     | 1      |
| 2022                    | Atl. Tucumán            | PD                      | 24         | 0          | CA+CdL          | 2+10            | 0               | -                  | -                  | -                  | -           | -           | -           | 36     | 0      |
| 2023                    | Tigre                   | PD                      | 15         | 0          | CA+CdL          | 1+10            | 0               | CS                 | 7                  | 0                  | -           | -           | -           | 33     | 0      |
| 2024                    | Tigre                   | PD                      | 25         | 1          | CA+CdL          | 1+11            | 0               | -                  | -                  | -                  | -           | -           | -           | 37     | 1      |
| 2025                    | Tigre                   | PD                      | 10         | 0          | CA              | 0               | 0               | -                  | -                  | -                  | -           | -           | -           | 10     | 0      |
| Totale Tigre            | Totale Tigre            | Totale Tigre            | 50         | 1          |                 | 23              | 0               |                    | 7                  | 0                  |             | -           | -           | 80     | 1      |
| Totale carriera         | Totale carriera         | Totale carriera         | 169        | 6          |                 | 50              | 1               |                    | 7                  | 0                  |             | -           | -           | 226    | 7      |